# Ян, Джозеф
Джозеф Ян (англ. Joseph Yan; род. 25 января 1993, Южная Тарава) — кирибатийский футболист, нападающий.

## Биография
Джозеф Ян родился 25 января 1993 года в кирибатийском городе Южная Тарава.
Играет в футбол на позиции нападающего.
В 2009—2010 годах выступал в чемпионате Кирибати за городской муниципалитет Таравы.
В сезоне-2010/11 играл за «Тафеа» из Порт-Вилы, в составе которого стал серебряным призёром чемпионата Вануату.
В 2011 году снова выступал за городской муниципалитет Таравы.
В 2011 году в составе сборной Кирибати участвовал в футбольном турнире Тихоокеанских игр в Нумеа. Провёл 3 матча против сборных Фиджи (0:9), Островов Кука (0:3) и Папуа — Новой Гвинеи (1:17), мячей не забивал.

## Достижения

### Командные
«Тафеа»
- Серебряный призёр чемпионата Вануату (1): 2010/11.